# Джинкс Мейз
Вікторія Ельсон (нар. 6 жовтня 1990 року в Лонг-Біч, Каліфорнія, США), відома як Джинкс Мейз (англ. Jynx Maze) — американська порноакторка перуансько-ірландсько-шотландського походження. 

## Біографія
Вікторія Ельсон народилася в Лонг-Біч, Каліфорнія, США в 1990 році. Після закінчення школи працювала моделлю.

### Порноіндустрія
У 2010 році потрапила в порноіндустрію. Взяла псевдонім Джинкс Мейз, під яким співпрацює з компанією Kink.com, що спеціалізується на випуску порнопродукції. Працювала з такими порностудіями, як Elegant Angel, Smash Pictures, Brazzers, Evil Angel, Tom Byron Pictures, Bang Bros, Mofos.
За даними на 2018 рік знялася в 403 порнофільмах.

## Номінації
- 2010 CAVR Award — Starlet of Year[3]
- 2011 XBIZ Award — New Starlet of the Year[4]
- 2012 AVN Award — Best Anal Sex Scene — Slutty & Sluttier 13 (з Тоні Рібас)[5]
- 2012 AVN Award — Best Double-Penetration Scene — Anal Fanatic 2 (разом з Еріком Еверхардом і Steve Holmes)
- 2012 AVN Award — Краща нова старлетка
- 2012 AVN Award — Best Tease Performance — Big Wet Asses 18
- 2012 AVN Award — Best Three-Way Sex Scene (G/B/B) — Sex Appeal (with Mick Blue & Тоні Рібас)
- 2012 XRCO Award — Cream Dream[6]
- 2013 AVN Award — Best Tease Performance — Slutty N' Sluttier 15[7]
- 2013 XBIZ Award — Best Scene, Vignette Release — This Is Why i'm Hot 2 (with Jordan Ash)[8]